# Cantone di Pamiers-2
Il Cantone di Pamiers-Est è una divisione amministrativa dell'arrondissement di Pamiers.
È stato costituito a seguito della riforma approvata con decreto del 18 febbraio 2014, che ha avuto attuazione dopo le elezioni dipartimentali del 2015, ridefinendo il soppresso cantone di Pamiers-Est e scorporandone i comuni di Bonnac e Villeneuve-du-Paréage.

## Composizione
Comprende parte della città di Pamiers e i comuni di:
- Arvigna
- Le Carlaret
- Les Issards
- Ludiès
- Les Pujols
- Saint-Amadou
- La Tour-du-Crieu